# Chondromalacja
Chondromalacja (rozmiękanie chrząstki w tłumaczeniu dosłownym) – choroba prowadząca do destrukcji tkanki chrzęstnej. Występuje najczęściej w obrębie stawu kolanowego. Zmiany dotykające chrząstki rzepki i przeciwległych kłykci uda charakteryzują się rozwłóknieniem, powstaniem szczelin i erozją doprowadzającą w konsekwencji do zmian zwyrodnieniowych stawu rzepkowo–udowego. Czynnikami predysponującymi do choroby zwyrodnieniowej stawu kolanowego są: urazy, zaburzenia osi kończyny i wysoki wzrost.
Kwalifikacja poziomu rozwoju choroby zależna jest od źródła naukowego.
Spotyka się 4-stopniową skalę chondromalacji według Outerbridge’a:
- 0 – chrząstka prawidłowa
- I stopień – spluszowacenie i zmiękczenie (obrzęk),
- II stopień – pęknięcia i fragmentacja niepełnej grubości (szczeliny <1,25 mm),
- III stopień – pęknięcia pełnej grubości (szczeliny >1,25 mm) sięgające do kości podchrzęstnej bez odsłonięcia kości,
- IV stopień – ubytki odsłaniające kość podchrzęstną.

Głębokie uszkodzenia (III i IV stopnia) nie mają zdolności do wygojenia i muszą przejść w zmiany chroniczne, prowadzące do postępującej degradacji stawu.
Wyróżnia się dwa zasadnicze typy zmian zwyrodnieniowych tkanki chrzęstnej stawu kolanowego:
- pierwotny – rozwijający się samoistnie, mogący być konsekwencją niewielkich urazów i przeciążeń,
- wtórny – o jasno określonej przyczynie np. pourazowy lub na podłożu określonej jednostki chorobowej – np. jałowa martwica kości, w trakcie terapii sterydowej itp.

Według prof. Wojciecha Marii Kusia rozróżniamy dwa procesy rozmiękania rzepki: powierzchowny i głęboki. Dla procesu powierzchownego charakterystyczne jest łuszczenie się chrząstki, następnie powstają szczeliny pomiędzy włókienkami, chrząstka traci gładkość oraz połysk. Proces głęboki dotyczy włókien głębokich. Wyróżniamy w nim trzy stopnie chondromalacji:
- I stopień – proces zwany fascykulacją – jest to grupowanie się włókien w pęczki z nieprzerwaną powierzchnią stawową. Chrząstka stawowa jest tutaj lekko wypukła, o nieco innej niż zwykle konsystencji. Spluszowacenie i zmiękczenie
- II stopień – tak zwany pęcherzyk stanowiący formę przejściową do III stopnia
- III stopień – fascykulacja z przerwaniem powierzchni stawowej.